# Numenes hayashii
Numenes hayashii är en fjärilsart som beskrevs av Matsumura 1933. Numenes hayashii ingår i släktet Numenes och familjen tofsspinnare. Inga underarter finns listade i Catalogue of Life.